# ماركوس سولبرغ
ماركوس سولبرغ (بالدنماركية: Marcus Solberg)‏ هو لاعب كرة قدم دنماركي في مركز الهجوم، ولد في 17 فبراير 1995 في آرهوس في الدنمارك. شارك مع منتخب الدنمارك تحت 17 سنة لكرة القدم ومنتخب الدنمارك تحت 19 سنة لكرة القدم. أما مع النوادي، فقد لعب مع آرهوس جمناستيك فورينينغ ونادي سيلكيبورج.

## وصلات خارجية
- ماركوس سولبرغ على موقع قاعدة بيانات كرة القدم.إي يو (الإنجليزية)
- ماركوس سولبرغ على موقع Soccerway.com (الإنجليزية)